# John Doo
Chien Lien Tu, mais conhecido como John Doo (Chung King, China, 1942 - ?, 2 de fevereiro de 2012), foi um cineasta, roteirista, ator e produtor de cinema sino-brasileiro.
Em 1950, com oito anos, mudou-se para o Brasil e em 1963 fez seu primeiro trabalho no cinema, como continuísta e ator no filme O Cabeleira (1963).  Estreou na direção como assistente[carece de fontes?] de Mazzaropi, em O Puritano da Rua Augusta.
Morreu durante o longo coma que sucedeu a um acidente vascular.

## Carreira
- Discretion Assured (1993) [ator] .... Cheng
- A Dama do Cine Shanghai (1990) [ator] .... Chuang
- Presença de Marisa (1988) [diretor, roteirista]
- Prisioneiras da Selva Amazônica (1987) [ator]
- Ópera do Malandro (1986) [ator]
- Filme Demência (1986) [ator]
- A Mansão do Sexo Explícito (1985) [diretor de fotografia]
- Gozo Alucinante (1985) [ator]
- Um Casal de 3 (1984) [ator]
- Erótica, a Fêmea Sensual (1984) [ator]
- Volúpia de Mulher (1984) [diretor]
- Fernando da Gata (1983) [ator]
- A Fêmea da Praia (1983) [diretor de fotografia, diretor artístico]
- Nasce uma Mulher (1983) [ator]
- Excitação Diabólica (1982) [diretor, roteirista]
- Escrava do Desejo (1982) [diretor, roteirista]
- O Prazer do Sexo (1982) [diretor]
- Viúvas Eróticas (1982) [ator]
- Devassidão, Orgia e Sexo (1981) [diretor, roteirista]
- As Ninfas Insaciáveis (1981) [diretor, roteirista, diretor musical]
- Aqui, Tarados! (1981) [ator, diretor] (segmento "A Tia de André")
- Como Afogar o Ganso (1981) [ator]
- Delírios Eróticos (1981) [diretor] (segmento "Amor Por Telepatia") [roteirista] (segmento "Amor Por Telepatia")
- Duas Estranhas Mulheres (1981) [ator] .... China (segmento "Eva")
- Pornô! (1981) [diretor] (segmento "O Gafanhoto")
- Sexo Profundo (1981) [ator, coprodutor]
- A Noite das Taras (1980) [diretor]
- Bacanal (1980) [ator]
- Uma Estranha História de Amor (1979) [diretor, roteirista]
- E Agora José? - Tortura do Sexo (1979) [ator]
- Ninfas Diabólicas (1978) [diretor, roteirista] [produtor]
- As Amantes de um Homem Proibido (1978) [ator]
- Já não Se Faz Amor como antigamente (1976) [ator] .... (segmento "Flor de Lys")]
- O Cabeleira (1963) [ator]